# Dendrodoris warta
Dendrodoris warta is een slakkensoort uit de familie van de Dendrodorididae. De wetenschappelijke naam van de soort is voor het eerst geldig gepubliceerd in 1976 door Marcus & Gallagher.